# Stadion Melat
Stadion Melat – stadion piłkarski w Kabulu, w Afganistanie. Swoje mecze rozgrywa na nim drużyna Ordu Kabul FC. Stadion mieści 10 000 osób.